# Elaphoglossum macdougalii
Elaphoglossum macdougalii är en träjonväxtart som beskrevs av A. Rojas. Elaphoglossum macdougalii ingår i släktet Elaphoglossum och familjen Dryopteridaceae. Inga underarter finns listade.